# Stole Dimitrievski
Stole Dimitrievski (en macedonio: Столе Димитриевски; Kumanovo, 25 de diciembre de 1993) es un futbolista macedonio. Juega en la posición de guardameta y su equipo es el Valencia C. F. de la Primera División de España.

## Trayectoria
Inició su carrera deportiva en el FK Rabotnički de Skopie (Macedonia del Norte), en el equipo juvenil del club. Luego, debutó profesionalmente en el año 2009 al ser convocado al primer equipo de la primera división del fútbol macedonio.
Luego de disputar ocho partidos de Europa League con el FK Rabotnički (2010-2011), cumplió los dieciocho años y fichó con el Udinese Calcio de la Serie A italiana, posterior a su fichaje terminó la temporada al jugar dieciséis partidos en la primera división de Macedonia.
Su carrera continúa en el exterior al llegar a España con el Granada Club de Fútbol. Ya en territorio español, fue cedido al Cádiz Club de Fútbol en enero del año 2012 para terminar la actual temporada. En la siguiente temporada 2012-2013 se convirtió en el tercer portero del primer equipo del Granada Club de Fútbol y portero titular del equipo filial.
Con el conjunto nazarí consigue el ascenso con el equipo filial de la Tercera División del fútbol español del Grupo 9 a la Segunda División B, Grupo 4. En la segunda temporada dentro de la Segunda División B, bajo la dirección técnica de Joaquín Caparrós y de la mano del entrenador de porteros Luis Llopis, Stole Dimitrievski debuta en la Primera División española, Liga BBVA, en la jornada 1, la cual terminó con la victoria ante el Deportivo de la Coruña, en el Estadio Nuevo Los Cármenes con marcador de 2-1.[cita requerida]
En 2018 fichó por el Rayo Vallecano en forma de cesión. Posteriormente se quedó y estuvo seis temporadas en las que se convirtió en el portero con más partidos en la historia del club.
El 12 de junio de 2024 se hizo oficial su fichaje por el Valencia C. F. por dos años tras llegar libre del conjunto vallecano.

## Selección nacional
Con respecto a la selección de fútbol de Macedonia del Norte, ha defendido la portería en las selecciones: sub-17, sub-19, sub-21 y la selección absoluta. Con la sub-19, consiguió el segundo puesto de grupo en el clasificatorio europeo, además de disputar partidos amistosos y oficiales con las otras selecciones.
Hizo su debut en la absoluta el 12 de noviembre de 2015, a partir de un 4-1 ante Montenegro. El 12 de noviembre de 2016, debido a la lesión del portero titular de su selección, jugó el partido correspondiente para la clasificación para el Mundial de Rusia 2018 contra España.

## Equipos
| Club                                                  | Temporada | Categoría          | Liga    | Copa    | Total   |
| Club                                                  | Temporada | Categoría          | Jugados | Jugados | Jugados |
| ----------------------------------------------------- | --------- | ------------------ | ------- | ------- | ------- |
| FK Rabotnički                                         | 2010-12   | Primera División   | 16      | 0       | 16      |
| Cádiz C. F. "B" (cedido por el Udinese)               | 2011-12   | Segunda División B | 8       | 0       | 8       |
| Granada C. F. "B" (cedido por el Udinese)             | 2013-16   | Segunda División B | 130     | 0       | 130     |
| Gimnàstic de Tarragona                                | 2016-2018 | Segunda División A | 50      | 2       | 50      |
| Rayo Vallecano (cedido por el Gimnàstic de Tarragona) | 2018-2024 | Primera División   | 191     | 5       | 191     |
| Valencia C. F.                                        | 2024-act. | Primera División   | 0       | 5       | 5       |